# Дом Вукове задужбине
Дом Вукове задужбине је зграда у Београду у којој се налази Вукова задужбина. Зграда се налази на Теразијама у улици Краља Милана бр. 2 и једна је од најстаријих у том делу Београда. Њена градња је започета још 1870-1871. Пројектант прве једноспратне куће обликоване у духу академизма био је архитект Александар Бугарски, један од најистакнутијих српских архитеката 19. века.
Зграда је 1966. године први пут заштићена као споменик културе, а од 1979. је утврђена за споменик културе од великог значаја.
У овом објекту који сведочи о континуитету културе образовања, очувана је намена у времену дугом 135 година.

## Историја
Зграда је саграђена 1870-1871. године по пројекту архитекте Александра Бугарског. Подигао ју је судија Димитрије Мита Голубовић. Одмах по подизању зграда је постала седиште Руског Царског конзулата у Београду, а након 1877. године адаптирана је за потребе смештаја Завода за српску сирочад. Од 1879. године у згради је било смештено Министарство просвете.
Министарства просвете је у згради било смештено од 1879. до 1952. године, најпре само Просветно, од 1880. и Црквено одељење Министарства просвете Кнежевине Србије, од 1914. Задужбинско одељење Министарства просвете Краљевине Србије, а од 1919. и Уметничко одељење (Краљевине СХС и Краљевине Југославије, а након 1944. године Народне Републике Србије), исте године када је од Министарства одвојено Црквено одељење, да би од њега било формирано посебно Министарство Вера. Поједина одељења Министарства просвете су, и поред проширивања, остала изван главног здања.
У време окупације у току Првог светског рата зграда је коришћена као канцеларија Главне Интендантуре аустро-угарске војске, али и као Главна поштанска управа. После капитулације Краљевине Југославије 1941. године, Министарство просвете је накратко престало са радом, али је основано Одељење за наставу на немачком језику, које је деловало до октобра 1944. године. У новембру 1944. основано је Повереништво за просвету НР Србије, које је априла 1945. прерасло у Министарство просвете. Оно је у згради остало до 1952. године, када су се у њу уселили Савезни завод за патенте и Савезни завод за продуктивност рада, као и редакција листа „Младост“, УЛУС и други  који више нису корисници овог простора. Од 1988, две године након прве ревитализације фасаде, зграда је додељена Вуковој задужбини на трајно коришћење и управљање.

### Доградња и реконструкција
Зграда је након подизања доживела бројне доградње и преправке условљене потребама и значајем институција које су се у њој налазиле.
Ширењем министарства указала се потреба за проширењем, које је 1912. започето према Савској падини. Уз ово је изведено и преуређење зграде, а задатак да зграду прилагоде и учине раскошном припао је архитекти Бранку Таназевићу, који је за рад добио фасаду, и сликару и декоратеру Драгутину Инкиострију, коме је поверено уређење ентеријера. Иако су њих двојица били љути противници у схватању националног стила (у коме је требало преобликовати нову фасаду и ентеријер), на овом послу су морали да раде заједно.
Доградња објекта је одражавала проширења надлежности Министарства просвете над новоприпојеним територијама Кнежевине и Краљевине Србије, али је била узрокована и припајањем нових огранака министарства. Током радова на поправци и доградњи мањег дворишног крила 1906. године, декоративне радове у ентеријеру је извео сликар Драгутин Инкиостри Медењак, тада једини уметничко-декоративни сликар у Београду. Медењак је, у тежњи да обликује „национални“ стил, у дело уносио мотиве из народне орнаментике. Проширење надлежности Министарства просвете над територијама „Македоније, Косова и Старе Србије“, које су ушле у састав Краљевине Србије после Првог балканског рата 1912. године, али и потреба за новим преуређењем, условили су доградњу дворишног крила, али и потпуно реконструисање главне фасаде у „српско-византијском“ стилу, који су изведени исте године према пројекту Бранка Таназевића из 1907. Последња адаптација објекта за потребе Министарства, доградња новог крила према улици Краљице Наталије, изведена је 1924. године према пројекту архитекте Жарка Татића.
Генерална реконструкција зграде је изведена 1997/98. године, а 2006. поново је обновљена улична фасада. Завод за заштиту споменика културе града Београда 1996. године објавио је монографију о објекту под њеним споменичким називом „Зграда Министарства просвете“, аутора историчара уметности Милојка Гордића.
Фасада је сачувана у потпуности, док је намештај док је намештај према нацртима Драгутина Инкиострија делом сачуван, а неколико комада намештаја (столица из министровог кабинета налази се у Етнографском музеју и Музеју примењене уметности у Београду. Већина зидних композиција је уништена током времена, а сачуване су само зидне слике у пролазу ка дворишту, које је неко случајно прекречио након Другог светског рата. Откривене су случајно 1963. године и очишћене, а на њима су алегоријске композиције Вере, Просвете, Историје и Уметности. Рестаурисане су 1997. године. Изнад улаза у зграду постављен је грб Краљевине Србије, уклопљен у  сецесијски обликовану и двобојну црвено-белу фасаду, у којој су на оригиналан начин укомпоновани мотиви из српске средњовековне архитектуре, елементи српске народне традиције, али и декоративни мотиви из европске сецесије.
Фасада је ревитализована 2006. године, у оквиру пројекта „Лепша Србија“.

## Заштита објекта
Зграда Министарства просвете је 1966. године први пут заштићена као споменик културе, а од 1979. је утврђена за културно добро од великог значаја. Њене архитектонске и уметничке вредности сврставају је међу најзначајније примере примене елемената националног стила у београдском градитељству.